# Jüdischer Kulturverein Berlin
Der Jüdische Kulturverein Berlin e.V. (JKV) ging 1989/90 aus der Gruppe Wir für uns – Juden für Juden in der DDR hervor, die sich ab 1986 in der Jüdischen Gemeinde Ostberlins traf. Bis 2009 machte der Verein Juden sowie Menschen aus jüdischen Familien mit der Kultur, Religion und Geschichte der Juden in Deutschland vertraut. Er weckte dabei oft verdrängte Erinnerungen und vermittelte einen Zugang und Handlungsoptionen zum aktuellen Geschehen und zur internationalen Vernetzung. Durch gesellschaftliches und politisches Engagement hatte der Verein eine breite Wirkung.
Die Mitgliederversammlung beschloss, den Verein zum 31. Dezember 2009 aufzulösen. Zum Ausklang des JKV förderte die Rosa-Luxemburg-Stiftung ab Sommer 2008 ein Buchprojekt mit dem Arbeitstitel: „Der Jüdische Kulturverein Berlin – 20 Jahre neu gewonnene jüdische Identität.“ Das Buch erschien im Oktober 2009 mit dem Titel WIR – Der Jüdische Kulturverein e. V. 1989–2009.

## Geschichte
Der JKV entwickelte sich aus der Gruppe „Wir für uns – Juden für Juden“, die sich 1986 im Rahmen der Ostberliner Jüdischen Gemeinde gebildet hatte. Hier trafen sich Juden, Überlebende jüdischer Herkunft, ehemalige Emigranten, Widerstandskämpfer und ihre erwachsenen Kinder, darunter viele Wissenschaftler und Kulturschaffende, die zumeist weder religiös waren noch der Religionsgemeinde angehörten. Ein jüdischer Elternteil begründete die Zugehörigkeit. Einige Nichtjuden gehörten dem JKV als fördernde Mitglieder an und beteiligten sich an dessen Arbeit.
Treibende Kraft war von Anfang an Irene Runge, sie war meistens auch erste Vorsitzende des späteren Vereins. Weitere Gründungsmitglieder waren Salomea Genin, Barbara und Peter Honigmann und Anetta Kahane, sie alle Kinder jüdischer Eltern, die die Zeit des Nationalsozialismus in der Emigration überlebt hatten und nach 1945 zurückgekehrten, um den Aufbau eines neuen, antifaschistischen Deutschlands in der SBZ/DDR zu unterstützen. Die Gruppe begann auf der Suche nach der eigenen jüdischen Identität die Geschichten ihrer Eltern und Großeltern aufzuarbeiten.
Am 22. Januar 1990 wurde der JKV gegründet, der bis in die 2000er Jahre von der Jüdischen Gemeinde Berlin als eine Art Konkurrenzunternehmen kaum zur Kenntnis genommen wurde. Entsprechend der veränderten Rechtssituation wurde der Verein am 4. Mai 1990 in Ostberlin (noch DDR) und am 27. September 1991, also nach der deutschen Einheit, beim Amtsgericht Charlottenburg registriert. Im Vorlauf wurde zum 10. November 1989 von der Jüdischen Gemeinde Berlin/DDR und der Wir-für-uns-Gruppe eine Konferenz einberufen, bei der über die weitere Existenz beraten werden sollte, und die nach den Ereignissen des 9. November 1989 als Geburtsstunde der Vereinsidee bezeichnet werden kann (denn es wurde bis dato immer noch auf eine deutsche Zwei-Staaten-Lösung gehofft). Die Auflösung des Vereins zum 31. Dezember 2009 wurde aufgrund einer Überlastung des Vorstandes, rückgängiger Mitgliederzahlen und fehlender Finanzmittel beschlossen.
Von September 1991 bis zur 165. und letzten Ausgabe im April 2006 erschien monatlich die „Jüdische Korrespondenz“. Sie spiegelte die zahlreichen Veranstaltungen wider, ebenso Informationen von Wissenschaftlern und Rabbinern zu jüdischen Feiertagen wie Rosch ha-Schana und Jom Kippur, das Neujahrsfest der Bäume, Pessach, Schawuot, Chanukka, Erläuterungen zu den Mitzwot, zur Halacha, Teilen der Bibel und zu Festtagsspeisen. Historiker, Überlebende der Shoa, jüdische Schriftsteller und Publizisten kommentierten auch aktuelle Geschehnisse. Beispielsweise schrieb der Philosoph Jochanan Trilse-Finkelstein 150 Folgen zu: „Jeder Tag ein Gedenktag“; er war 1992 bis 2003 Vorstandsmitglied im JKV.
Der JKV hatte sich als säkulare jüdische Organisation der Bewahrung des jüdischen Erbes verpflichtet, also von Religion, Kultur und jüdischer Tradition, der Aneignung und Verbreitung von Wissen über das Judentum, über die Diaspora und Israel, über jüdische und speziell europäisch- bzw. deutsch-jüdische Geschichte. Eine besondere Fürsorge galt den Überlebenden der Shoa und ihren Nachfahren. Es gab Hilfsaktionen für Zuwanderer, jüdische Gemeinden und Einzelpersonen in der früheren Sowjetunion, Ungarn, Rumänien, auch die Beschaffung von Medikamenten für Kuba. Gespräche und Veranstaltungen mit Vertretern anderer in Berlin lebender ethnischer Bevölkerungsgruppen gehörten zunehmend zum Vereinsalltag.

## Integration von Juden aus der Sowjetunion
Am Zentralen Runden Tisch der DDR forderte der JKV am 12. Februar 1990 angesichts der krisenhaften, von antisemitischen Ausfällen begleiteten Situation in der UdSSR von der Regierung Modrow, jenen sowjetischen Juden, die es wünschten, den Daueraufenthalt in der DDR zu gestatten. Der einstimmige Beschluss des Runden Tisches, der nachfolgende Auftrag an die Regierung Modrow und die anschließende konsequente Umsetzung dieses Beschlusses durch die Regierung de Maizière ermöglichten den Beginn einer jüdischen Einwanderung in die DDR.
Inzwischen sind über 230.000 Menschen im jüdischen Anteil nach Deutschland gekommen, Menschen mit jüdischen Müttern und/oder Vätern und ihre auch nichtjüdischen Angehörigen ersten Grades aller Alters- und Bildungsstufen. Igor Chalmiev berichtet im Kapitel „Neue Heimatinsel Berlin“ über die Schwierigkeiten bei der Ankunft der Juden aus der Sowjetunion in Berlin, über den mühsamen Umgang mit den deutschen und jüdischen Behörden und die ebenso sachkundige wie herzliche Unterstützung beim JKV: „Ganz anders habe ich damals den Jüdischen Kulturverein erlebt. Alle waren gesprächsbereit und haben mir geholfen …“. Zum 31. Dezember 2004 endete diese Möglichkeit und wurde von einem neuen Verfahren ersetzt, das die jüdische Einwanderung faktisch beendet hat.
Mit aktiven Zuwanderern entwickelte sich eine Palette russischsprachiger Kultur- und Informationsveranstaltungen. Bis Ende 1998 erschien die „Jüdische Korrespondenz“ auch in russischer Sprache.

## Engagement
Gegen Rassismus und Völkerverhetzung, Antisemitismus und Ausländerhass hat sich der JKV von Anbeginn öffentlich und ausdauernd positioniert, sowohl in Veranstaltungen als auch in Verlautbarungen. Diese Haltung ist eine Lehre nach und aus der Shoa, der einschneidendsten Katastrophe für das jüdische Volk. Auch darum steht die Botschaft „Erinnern = Leben“ auf der Fahne des Vereins. Eng war der Verein mit Organisationen der Holocaustüberlebenden und Widerstandskämpfer verbunden, denen auch viele Vereinsmitglieder angehören. Der JKV war präsent bei der ersten Anzeige gegen den Shoa-Leugner David Irving 1990, dem Protest gegen den rassistischen Terror in Rostock und Hoyerswerda, der Empörung über antisemitisch motivierte Brandsätze in Lübeck, der Fremdenangst in Gollwitz und dem Berliner Fußballrassismus, bis hin zur Aufforderung an die Medien, die Anmaßungen von Rechtspopulisten und die NPD- bzw. DVU-Präsenz nicht zu unterstützen. Antisemitische Äußerungen aus der Führung der russischen KP waren 1999 Anlass, besorgt an das Auswärtige Amt, das Bundesministerium des Innern und alle Parteien zu appellieren. Fest in den Jahreskalender des JKV eingebunden waren Veranstaltungen zum Gedenken an die „Fabrikaktion“ vom 27. Februar 1943, an den Novemberpogrom 1938, an die Befreiung vom Hitlerfaschismus am 8. Mai 1945 und den „Tag des Sieges“ am 9. Mai, an die Ermordung von Rosa Luxemburg und Karl Liebknecht im Januar 1919, die Beteiligung am Jom Haschoa und am Tag der Erinnerung und Mahnung im September.
Seit dem 11. September 2001 waren Treffen mit Vertretern von in Berlin ansässigen Migrantenvereinen und Organisationen und auch der gegenseitige Besuch an muslimischen bzw. jüdischen Feiertagen im Programm verankert. Der JKV war am 7. Mai 2004 Gründungsmitglied der Dachorganisation Migrationsrat Berlin-Brandenburg e.V., dem inzwischen 76 Organisationen angehören, die eine auf Migranten bezogene politische und sozio-kulturelle Arbeit leisten.
Religiöse und der Tradition verpflichtete Veranstaltungen wie das seit Anbeginn gemeinsame Begehen jüdischer Feiertage und die fast 13 Jahre ausgeübte, doch seit Herbst 2003 aus Raum- und Kräftegründen eingestellte gemeinsame Begrüßung des Schabbat, richteten sich vor allem an Mitglieder des Vereins, jüdische Berliner und Berlinbesucher. Die Anwesenheit religiöser Persönlichkeiten wie Rabbiner Tsevi Weinman (Jerusalem), Rabbiner Herschel Glick (London), Rabbiner Heskiel Besser (New York), Rabbiner Shlomo Carlebach sel. A. (New York), sowie von Rabbinern und Yeshiwa-Bocherim der Chabad-Lubawitsch-Bewegung, und jüdischer Funktionäre aus aller Welt, prägte nicht nur an Festtagen die Vereinsgeschichte.
Gespräche und die Zusammenarbeit mit Vertretern der Berliner Jüdischen Gemeinde waren selbstverständlich. Der JKV steht seit seiner Gründung der Ronald S. Lauder Foundation nahe. In den ersten Jahren waren das Simon-Wiesenthal-Center Paris und das Europäisch-Jüdische Forum für die Vereinsentwicklung wesentlich. Der JOINT (Joint Distribution Committee, JDC – volle Bezeichnung: American Jewish Joint Distribution Committee) schickte aus Jerusalem die ersten russischsprachigen Lehrmaterialien, aus den USA und der Schweiz spendeten Einzelpersonen Gebetbücher und Hagadot. Viele Jahre trafen sich beim JKV die „Child Survivors“, die als jüdische Kinder den Völkermord an den Juden überlebt hatten. Eine neuere Aktivität sind die Stammtisch-Treffen englischsprachiger Juden – dabei viele Jüngere die in Berlin studieren oder zu Besuch sind – beim „Schmoozeday on Tuesday“, an einem Dienstag im Monat, organisiert durch Jeremy Woodruff.
Fast 4 000 öffentliche Einzelveranstaltungen in 20 Jahren, die vor allem jüdische Kultur, Lebensweise und Bildung vermittelten, waren für einen kleinen Verein eine hohe Leistung. Bei durchschnittlich 25 Besuchern hatten über 100 000 Menschen diese Veranstaltungen besucht. Nicht in dieser Zahl enthalten sind religiöse Zusammenkünfte, Feste, Beratungen, Workshops und Kurse, gerade auch für Neuzuwanderer.
Ein typisches Beispiel der Aktivitäten des JKV sind seine Workshops. Zusammen mit dem „AWO-Begegnungszentrum Kreuzberg“ wurde z. B. das Arbeitstreffen „Interkulturelles Altern“ veranstaltet und nachbereitet. Als Ausgangspunkt notierte Irene Runge: „Als wir dieses Thema erdachten, erschien Deutschlands ausländer-politische und kultur-migrantische Lage noch einigermaßen übersichtlich. Es lebte sich bequem mit den bewährten Stereotypen vom Gegeneinander und dem Behaupten der Unverträglichkeit einzelner Kulturen. …“ Sie skizzierte dann den damaligen Wandlungsprozess und nannte zusammen mit anderen Moderatoren des Workshops eine Fülle von akuten Problemen und konstruktiven Lösungsansätzen.
Die Namensliste der Referenten und Gäste reicht von Israels Minister Josef Burg über Israels Generalkonsule sowie Botschafter Schimon Stein zum Berliner CDU-Landesvorsitzenden und Bürgermeister von Berlin-Mitte Joachim Zeller, zu Schriftstellern und Künstlern wie Stefan Heym, Robert Schindel, Lea Rosh, Irmgard von zur Mühlen, Cilly Peiser, Markus Wolf, Josef Burg (Tschernowitz), Meir Faerber sel. A. (Israel), György Konrád, Eva Siao (Peking), Heinz Knobloch sel. A., Carola Stern, Rafael Seligmann, Imre Kertész und Christa Wolf, zu   Politikern wie Günter Gaus, Hans Modrow, Lothar de Maizière, Gregor Gysi, Barbara John, Wolfgang Thierse, Walter Laqueur (USA), Antje Vollmer, Heinz Fromm, dem Vorsitzenden vom Zentralrat Deutscher Sinti und Roma Romani Rose, zu Wissenschaftlern aus aller Welt, darunter die Professoren John Stachel und George L. Mosse (USA), Oberst a. D. Efim Brodsky (Moskau), Julius H. Schoeps, der Agrarwissenschaftler Theodor Bergmann, die Rabbiner Andreas Nachama und Walter Homolka sowie Arnold Paucker (London), zu unzähligen Diskutanten und Zeitzeugen, aus dem jüdischen und nichtjüdischen Überleben und Widerstand. Nicht wenige sind inzwischen verstorben. Berlins Regierender Bürgermeister Klaus Wowereit tanzte 2003 auf dem Chanukkafest des Vereins, Senatoren seiner Regierung standen in Diskussionen Rede und Antwort.
Der JKV hat stets unter einem Mangel an Finanzmitteln gelitten, er hat niemals eine eigene institutionelle Finanzierung durch öffentliche Institutionen erreicht. Viele Jahre hat der Vorstand mit Andreas Poetke als Schatzmeister dennoch die Voraussetzungen für zahlreiche Aktivitäten geschaffen. So hat der JKV mit einer Finanzierung durch Mitgliedsbeiträge, Spenden und akquirierte Projektmittel eine Menge für andere Personen und Institutionen bewegt. Zugleich konnten, aus dem Impuls von eigenen, improvisierten Projekten des JKV heraus, sich in der Folge Institutionen etablieren, etwa eine Klezmer-Musikschule und eine Sprachschule für Einwanderer. So konnten angedrohte Sparmaßnahmen bei NS-Opferrenten durch Initiative des JKV abgewendet werden.
Der Verein hat mit einer Fülle von Aktionen zum gesellschaftlichen Leben beigetragen. Er hat politisch Vieles bewegt, indem er sich klar zu „heißen Eisen“ positionierte, so zur sozialen Lage der Überlebenden des Holocaust, zur Einreise von Juden aus der ehemaligen Sowjetunion, zur „rechtsstaatlich“ begründeten Duldsamkeit gegenüber Neonazis und Antisemitismus, zur Integrations- und Migrationspolitik, zum Holocaustdenkmal der Stelen, zur Politik Israels.

## Vorstand
Ein ehrenamtlicher Vorstand, zunächst Sprecherrat genannt, leitete den JKV. Er wurde im Abstand von zwei Jahren durch die Mitglieder gewählt. Der Vorstand bestimmte den Ersten und Zweiten Vorsitzenden und den Schatzmeister. Den Geschäftsführenden Vorstand bildeten zuletzt Irene Runge (1. Vorsitzende), Johann Colden (2. Vorsitzender), Andreas Poetke (Schatzmeister), Ralf Bachmann und Andrée Fischer-Marum fungierten als Beisitzer.
Die ehrenamtlich tätigen Mitglieder, insbesondere im Vorstand, waren chronisch überlastet, und ein Mangel an jüngeren aktiven Mitgliedern wurde angesichts der geringen Zahl von Juden in Berlin nicht überwunden. Von der Mitte der 1990er Jahre bis Oktober 2009 sank die Mitgliederzahl des JKV von mehreren Hundert auf 105 Personen, 82 % waren über 60 Jahre alt. Deshalb hat eine Mitgliederversammlung am 14. Oktober 2009 eine Satzungsänderung beschlossen, mit dem erklärten Ziel, den Verein 2010 aufzulösen.